# Metastabiel (elektronica)
In de digitale elektronica betekent metastabiel dat een flip-flop niet kan besluiten wat het moet doen met zijn ingangsignalen.

## Besluitvorming over de ingangssignalen
Een flip-flop heeft gespecificeerde setup- en hold tijden. De setup tijd is de tijd waarin het D-signaal niet mag veranderen voor de flank van het kloksignaal en de holdtijd de tijd na de klokflank. Een flip-flop kan een gespecificeerde tijd hebben van 7ns, dit betekent dat een signaal reeds 7 nanoseconde stabiel moet zijn voor dat de klokingang verandert. Deze tijd is de tijd die de flip-flop nodig heeft om te besluiten welk niveau het signaal heeft. Als het signaal verandert gedurende deze besluitingsperiode wordt gesproken van een setup- or hold time violation en kan de flip-flop metastabiel worden. 

## Resultaat van metastabiliteit
Het gevolg is dat de uitgang van de flip-flop voor een onbepaalde tijd op zijn oude niveau blijft staan, of gaat oscilleren en mogelijkerwijs voor onbepaalde tijd niet meer reageert op ingangssignalen. Dit kan gevolgen hebben voor de logica na de flipflop, in het ergste geval worden flip-flops verderop in de keten ook metastabiel.

## Setup en holdtijden in het algemeen
Setup- en hold-tijden zijn voor bijna elke digitale component gespecificeerd. Het gevaar in het niet aanhouden van deze specificatie kan metastabiliteit tot gevolg hebben, waardoor de component niet goed werkt.